# Belinda Bencic
Belinda Bencic (slovakiska: Belinda Benčičová), född 10 mars 1997 i Flawil, är en professionell tennisspelare från Schweiz. Hon är även medborgare i Slovakien. Hon har som bäst varit rankad nummer 4 i världen (17 februari 2020).
Hennes far, Ivan Bencic, flyttade som barn till Schweiz och blev där en framgångsrik ishockeyspelare.
Vid olympiska sommarspelen 2020 i Tokyo tog Bencic guld i damsingeln efter att ha besegrat tjeckiska Markéta Vondroušová i finalen.

## Tenniskarriären
Bendic har vunnit åtta singelturneringar och fem turneringar i dubbel till och med augusti 2019 på WTA- och ITF-tourerna.

### Singel
| Nr | Datum             | Turnering       | Kategori      | Plats     | Finalmotståndare    | Resultat                      |
| -- | ----------------- | --------------- | ------------- | --------- | ------------------- | ----------------------------- |
| 1. | 17 september 2012 | Sharm el-Sheikh | ITF $10.000   | Hårdplats | Fatma Al Nabhani    | 6:3, 7:64                     |
| 2. | 24 september 2012 | Sharm el-Sheikh | ITF $10.000   | Hårdplats | Barbara Haas        | 6:4, 6:0                      |
| 3. | 27 juni 2015      | Eastbourne      | WTA Premier   | Gräsplan  | Agnieszka Radwańska | 6:4, 4:6, 6:0                 |
| 4. | 16 augusti 2015   | Toronto         | WTA Premier 5 | Hårdplats | Simona Halep        | 7:65, 6:74, 3:0 Halep gav upp |

### Dubbel
| Nr | Datum             | Turnering        | Kategori          | Plats     | Partner             | Finalmotståndare                        | Resultat          |
| -- | ----------------- | ---------------- | ----------------- | --------- | ------------------- | --------------------------------------- | ----------------- |
| 1. | 17 september 2012 | Sharm el-Sheikh  | ITF $10.000       | Hårdplats | Lou Brouleau        | Olga Brózda Ganna Piven                 | 7:63, 3:6, [10:6] |
| 2. | 22 juni 2013      | Lenzerheide      | ITF $25.000       | Sandplats | Kateřina Siniaková  | Veronica Kudermetova Diāna Marcinkēviča | 6:0, 6:2          |
| 3. | 1 maj 2015        | Prag             | WTA International | Sandplats | Kateřina Siniaková  | Kateryna Bondarenko Eva Hrdinová        | 6:2, 6:2          |
| 4. | 8 augusti 2015    | Washington, D.C. | WTA International | Hårdplats | Kristina Mladenovic | Lara Arruabarrena Andreja Klepač        | 7:5, 7:67         |